# Katrina Scottová
Katrina Scottová (nepřechýleně Scott, * 11. června 2004 Los Angeles) je americká tenistka. Ve své dosavadní kariéře nevyhrála na okruhu WTA Tour žádný turnaj. V rámci okruhu ITF získala tři tituly ve dvouhře.
Na žebříčku WTA byla ve dvouhře nejvýše klasifikována v říjnu 2022 na 149. místě a ve čtyřhře v listopadu 2021 na 909. místě. Na juniorském kombinovaném žebříčku ITF nejvýše figurovala v lednu 2020 na 38. příčce.

## Soukromý život
Narodila se roku 2004 do rodiny Leny a Davida Scottových. Vyrůstala v losangeleském Woodland Hills. Rodiče se seznámili během studia na Kalifornské státní univerzitě v Northridgi. Matka emigrovala do Spojených států v sedmnácti letech z Íránu a naučila dceru perštině.
V dětství se závodně věnovala krasobruslení, z něhož přešla k tenisu. V roce 2019 se z Los Angeles částečně přestěhovala do ohijského Columbusu, kde začala trénovat v Kassově tenisové akademii pod vedením Davida Kasse. V první fázi se zaměřili na přepracování forhendu.

## Tenisová kariéra
V juniorském Fed Cupu 2019 byla společně s Connie Maovou a Robin Montgomeryovou členkou amerického týmu, který po finálové výhře nad Českem získal třetí trofej v řadě. Čtvrtfinále si zahrála na juniorce US Open 2019.
V rámci událostí okruhu ITF debutovala v září 2018, když na turnaj v jihokarolínském Jilton Head island s dotací 15 tisíc dolarů obdržela divokou kartu. Ve druhém kole dvouhry podlehla krajance Nadie Gilchristové. Ve čtyřhře dohrála v úvodní fázi v páru se Sophie Williamsovou.
Po sérii odhlášení z newyorského US Open 2020 pro pandemii koronaviru obdržela v šestnácti letech divokou kartu do dvouhry. Turnaj pro ni znamenal debut v hlavní soutěži okruhu WTA Tour i na grandslamu. Jako hráčka sedmé světové stovky na úvod porazila Rusku Natalju Vichljancevovou, figurující na sté třicáté první příčce žebříčku. Poté však podlehla krajance Amandě Anisimovové.

## Tituly na okruhu ITF
| Dotace turnajů okruhu ITF | Dotace turnajů okruhu ITF |
| ------------------------- | ------------------------- |
| 100 000 $ tournaments     |                           |
| 80 000 $ tournaments      |                           |
| 60 000 $ tournaments      |                           |
| 25 000 $ tournaments      |                           |
| 15 000 $ tournaments      |                           |

### Dvouhra (3 tituly)
| Č. | datum         | turnaj                       | povrch | poražená finalistka | výsledek |
| -- | ------------- | ---------------------------- | ------ | ------------------- | -------- |
| 1. | květen 2022   | Daytona Beach, Spojené státy | antuka | Reese Brantmeierová | 6–2, 6–4 |
| 2. | červenec 2022 | Columbus, Spojené státy      | tvrdý  | Peyton Stearnsová   | 7–5, 6–3 |
| 3. | červenec 2022 | Dallas, Spojené státy        | tvrdý  | Elvina Kalievová    | 6–1, 6–0 |